# Jules (prénom)
Pour les articles homonymes, voir Jules.
Jules est un prénom masculin provenant du latin Julius. Il est tiré du nom de famille de Jules César, la gens Julia qui prétendait descendre du Troyen Ascagne (ou Iule, d'ou le nom), fils d'Énée qui est un demi-dieu. C'est aussi un prénom féminin dans les pays anglophones.

## Variantes
- île de la Réunion : Zil
- espagnol : Julio
- hongrois : Gyula
- italien : Giulio
- latin : Julius
- poitevin : Jhule
- polonais : Juliusz
- portugais : Júlio
- ukrainien : Юлій
- Forme féminine française : Julie.

## Personnalités
- Pour l'ensemble des articles sur les personnes portant ce prénom, consulter :
  - la liste des articles dont le titre commence par ce prénom
  - les listes produites par Wikidata : Liste des personnes de prénom « Jules » — même liste en incluant les éventuels prénoms composés qui contiennent « Jules ».

### Saints chrétiens
- Jules Ier, pape de 337 à 352 ; fêté le 12 avril ;
- Jules (IVe siècle), célébré par les Églises coptes d'Égypte et d'Abyssinie comme un martyr ; fêté le 22 octobre[1] ;
- Jules d'Orta (Ve siècle), prêtre, fêté le 31 janvier.

### Autres personnalités remarquables
- Jules César (Ier siècle av. J.-C.), grand conquérant et dirigeant de la République romaine ;
- Jules, archevêque de Lyon du IIIe siècle ;
- les Papes du XVIè siècle, Jules II, peint notamment par son contemporain Raphaël, et Jules III ;
- les « quatre Jules », un groupe de républicains français des débuts de la Troisième République, surnommée la "République des Jules" :
  - Jules Favre, avocat et homme politique,
  - Jules Ferry, homme politique, auteur des lois de la IIIe République rendant l'instruction obligatoire et gratuite,
  - Jules Grévy, homme politique, président de la République de 1879 à 1887,
  - Jules Simon, philosophe et homme d'État, président du Conseil des ministres français de 1876 à 1877.
- Jules Fournier (1884-1918), journaliste, écrivain et critique littéraire québécois ;
- Jules Gévelot (1826-1904), industriel et homme politique français, fabricant de cartouches ;
- Jules Guesde (1845-1922), homme politique socialiste français ;
- Jules Isaac (1877-1963), historien français, auteur, à la suite d'Albert Malet, de manuels d'histoire appelés « Malet et Isaac » ;
- Jules Verne (1828-1905), écrivain français, auteur de romans d'aventures et d'anticipation.

### Anecdote
- La "République des Jules" : surnom de la Troisième République.
- Un jules (ou julot) : expression argotique pour désigner un fiancé, un petit ami.

### Personnages de fiction et œuvre d'art
- Jules Maigret, commissaire de police, personnage créé par Georges Simenon ;
- Jules Cobb est un personnage féminin de la série Cougar Town, interprétée par Courteney Cox.